# Oligodon ornatus
Oligodon ornatus là một loài rắn trong họ Rắn nước. Loài này được Van Denburgh mô tả khoa học đầu tiên năm 1909.